# 勞恩凱爾植物生活型分類系統

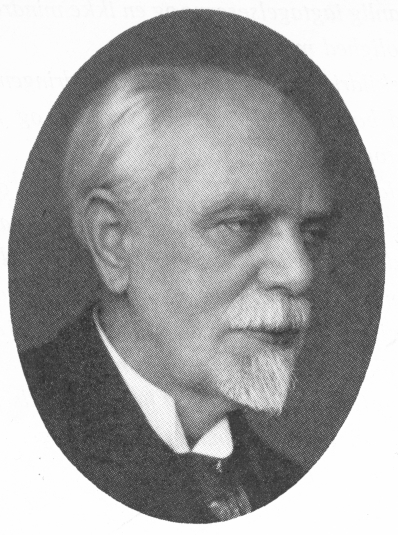
Raunkiaer-Christen-c1930

勞恩凱爾植物生活型分類系統是利用植物的生活型予以分類的系統，由丹麥植物學家克里斯登·勞恩凱爾 (Christen C. Raunkiær)提出。

## 歷史
勞恩凱爾植物生活型分類系統最早是在丹麥植物學會 (Danish Botanical Society) 會刊《植物學雜誌》(Botanisk Tidsskrift)之中的一段談話。
較完整的分類系統則是勞恩凱爾於隔年 (1905年)以法文提出的版本，經過更多的努力，於1907年提出丹麥文的版本. 
最早的談話版本及1907年的文章在稍後收錄於英譯版的《勞恩凱爾選輯》(Christen C. Raunkiær's collected works， 1934年)中。.

## 現況
勞恩凱爾植物生活型分類表被許多後來的學者修訂，但是其主要架構並未改變。

## 分類

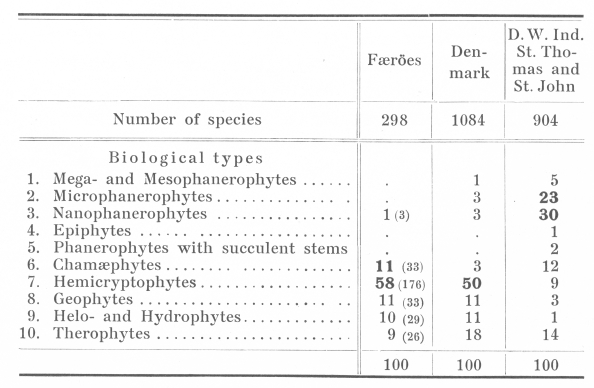
勞恩凱爾植物生活型分類：
1.大、中高位芽植物；
2.mircophanerophyte；
3.矮高位芽植物；
4.附生植物；
5.肉质高位芽植物；
6.地上芽植物；
7.地面芽植物；
8.地下芽植物；
9. 沼生植物、水生植物；
10.一年生植物；
氣生植物未于上图显示。

勞恩凱爾的分類主要依據植物生長點 (即芽，特別是休眠芽) 在非生長季時與地面的相對位置，非生長季指的還包括不適合生長、芽處於休眠的季節。

### 高位芽植物
高位芽植物 (phanerophyte)主要為多年生木本植物，其休眠芽高於地表25厘米以上。例如喬本、灌木。但由於附生植物亦是這種狀況，勞恩凱爾在稍後的版本中，將附生植物另分為一群。
高位芽植物還可依植株的高度細分為：大高位芽植物 (megaphanerophyte，大喬木)、中高位芽植物 (mesophanerophyte，中喬木)、矮高位芽植物 (nanophanerophyte)。除了高度，可作為分類的依據還有常綠性 (落葉狀態，即常綠樹種或落葉樹種)、芽的鱗片 (芽鱗，包覆於芽外的托葉或苞片) 被覆狀態、質地 (succulence，是否為肉質)、附生狀態 (epiphytism)。

### 地上芽植物
地上芽植物 (chamaephyte)的芽生長在近地面的枝條上，有些木本植物接地面的枝條上具有多年生的芽，與地面距離不到25公分。例如蔓越莓等越橘屬植物。
地上芽植物還可以細分為：禾本型地上芽植物 (chamaephyta gramminidea)、地衣型地上芽植物 (chamaephyta lichenosa)、墊形地上芽植物 (chamaephyta pulvinata)、匍匐地上芽植物 (chamaephyta reptantia)、泥炭蘚型地上芽植物 (chamaephyta sphagnoides)、肉葉地上芽植物 (chamaephyta succulenta)、半灌木地上芽植物 (chamaephyta suffrutescentia)、蔓延地上芽植物 (chamaephyta velantia)。

### 地面芽植物
地面芽植物 (hemicryptophyte)的芽位於地表或與地表極近。例如：雛菊、蒲公英。

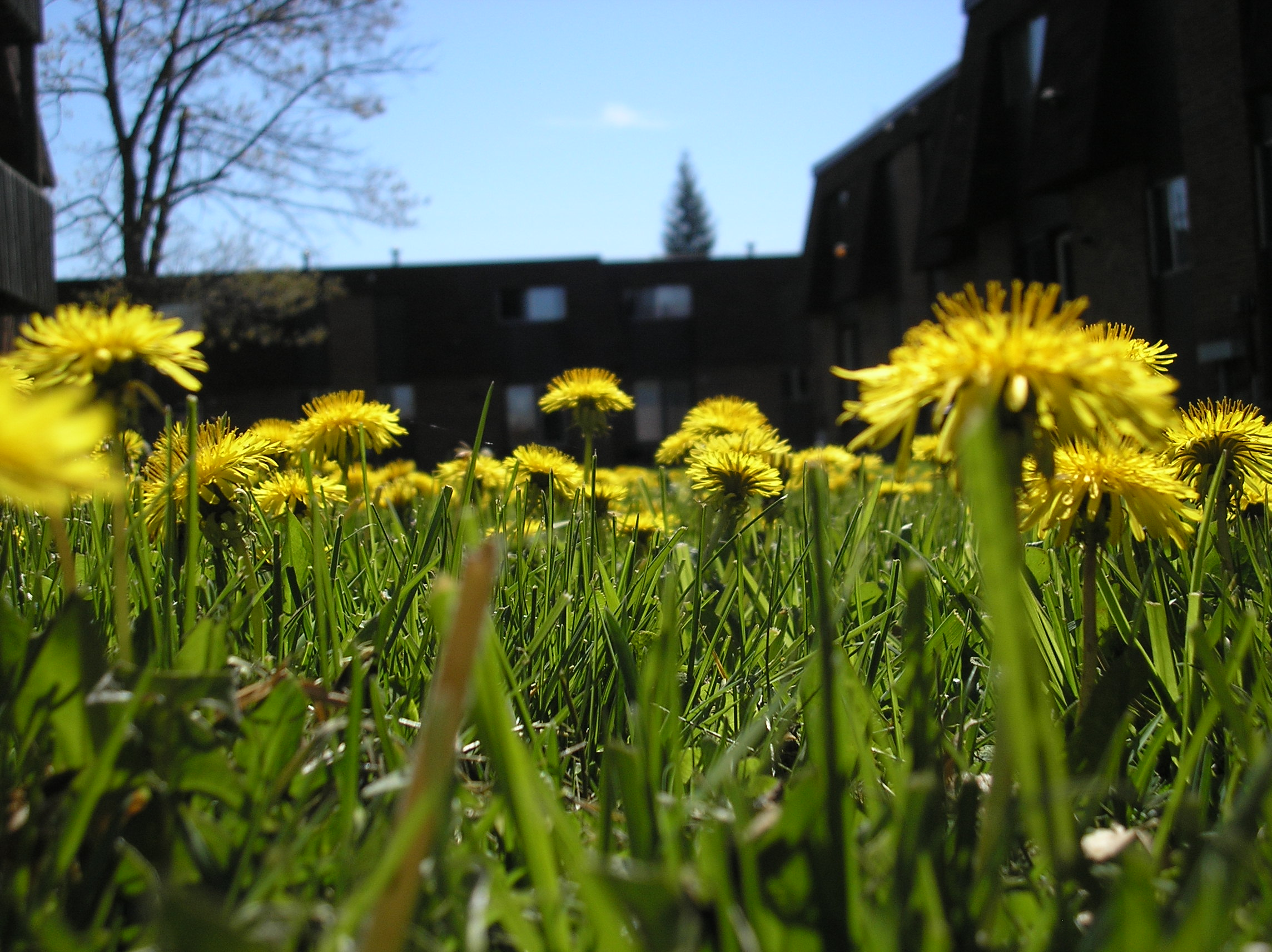
西洋蒲公英的側照，其葉的著生方式為蓮座狀，亦即其莖極短，芽位於地表，按勞恩凱爾的分類為地面芽植物。

Protohemicryptophytes能觀察到莖及葉。
Partial rosette plants能觀察到莖及蓮座狀排列的葉。
Rosette plants莖常埋於地面下或極短難以辨別出，葉為蓮座狀排列。

### 隱芽植物

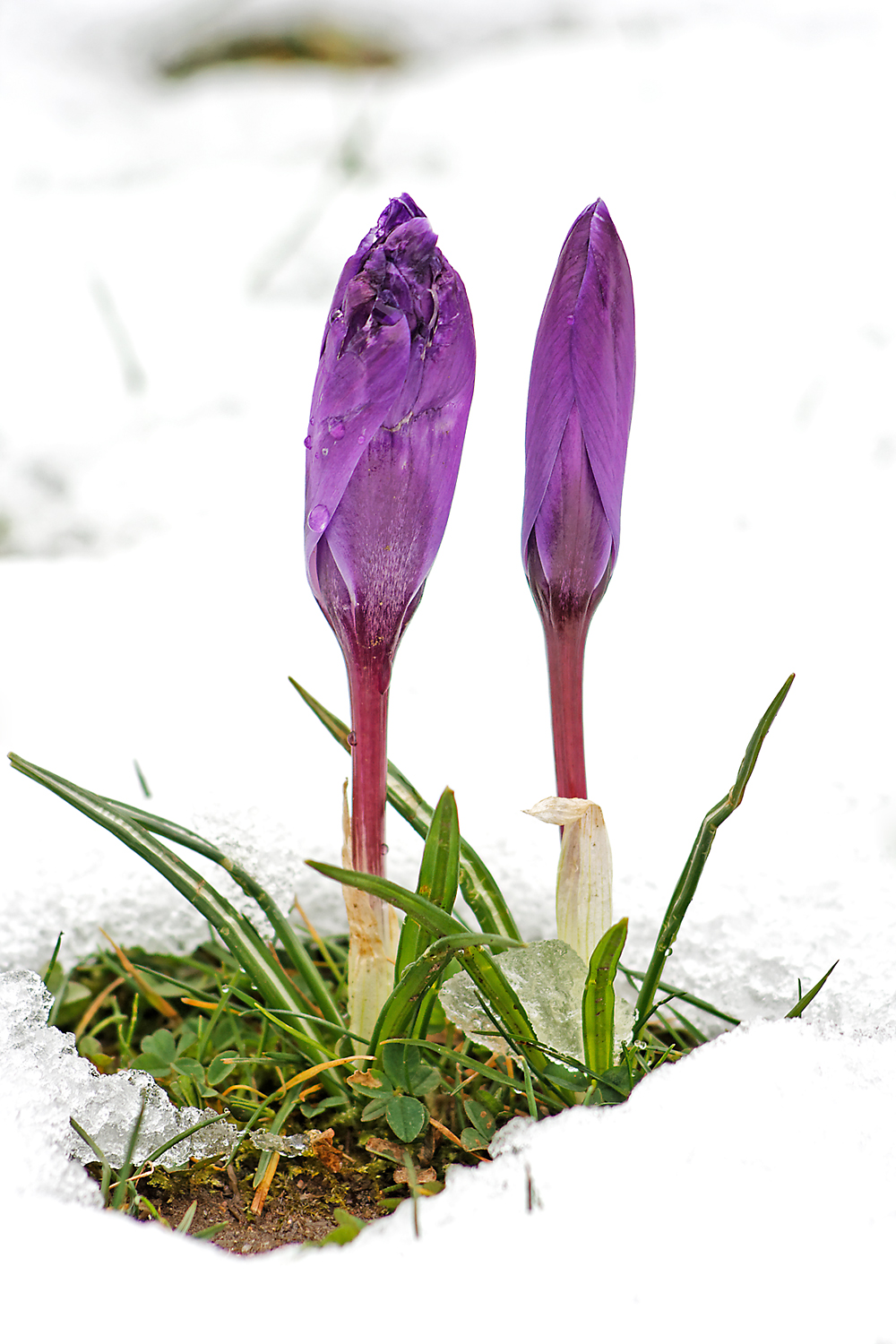
一種球莖地下芽植物，此為番紅花屬植物，自雪地中冒出。

隱芽植物 (cryptophyte)的休眠芽位於土表之下 (根莖、鱗莖、球莖等) 或水面之下。隱芽植物可以分為：
1. 地下芽植物 (geophyte)[9]：植物的休眠芽位於土壤中，例如番紅花屬植物、鬱金香屬植物。亦可能再細分為根莖地下芽植物、塊莖地下芽植物、塊根地下芽植物、球莖地下芽植物、根地下芽植物。
2. 沼生植物 (helophyte)[9]休眠芽埋在沼澤中，例如：香蒲属植物、驢蹄草。
3. 水生植物 (hydrophyte)[9]休眠芽埋在水中，例如睡蓮科植物、一些水鱉屬植物。

### 一年生植物
一年生植物 (therophyte)渡過惡劣環境的方式不是靠休眠芽，而是以種子的形態，並於生長季中完成其生活史。例如沙漠中的許多植物其生活型。

### 氣生植物
氣生植物 (aerophyte)是勞恩凱爾植物生活型分類系統中的新項目。植物藉由吸器 (haustorium) 吸收空氣中水氣或雨水中的水份或養份，且通常依附在其他的物體上，但不行寄生生活者。例如空氣鳳梨。

### 附生植物

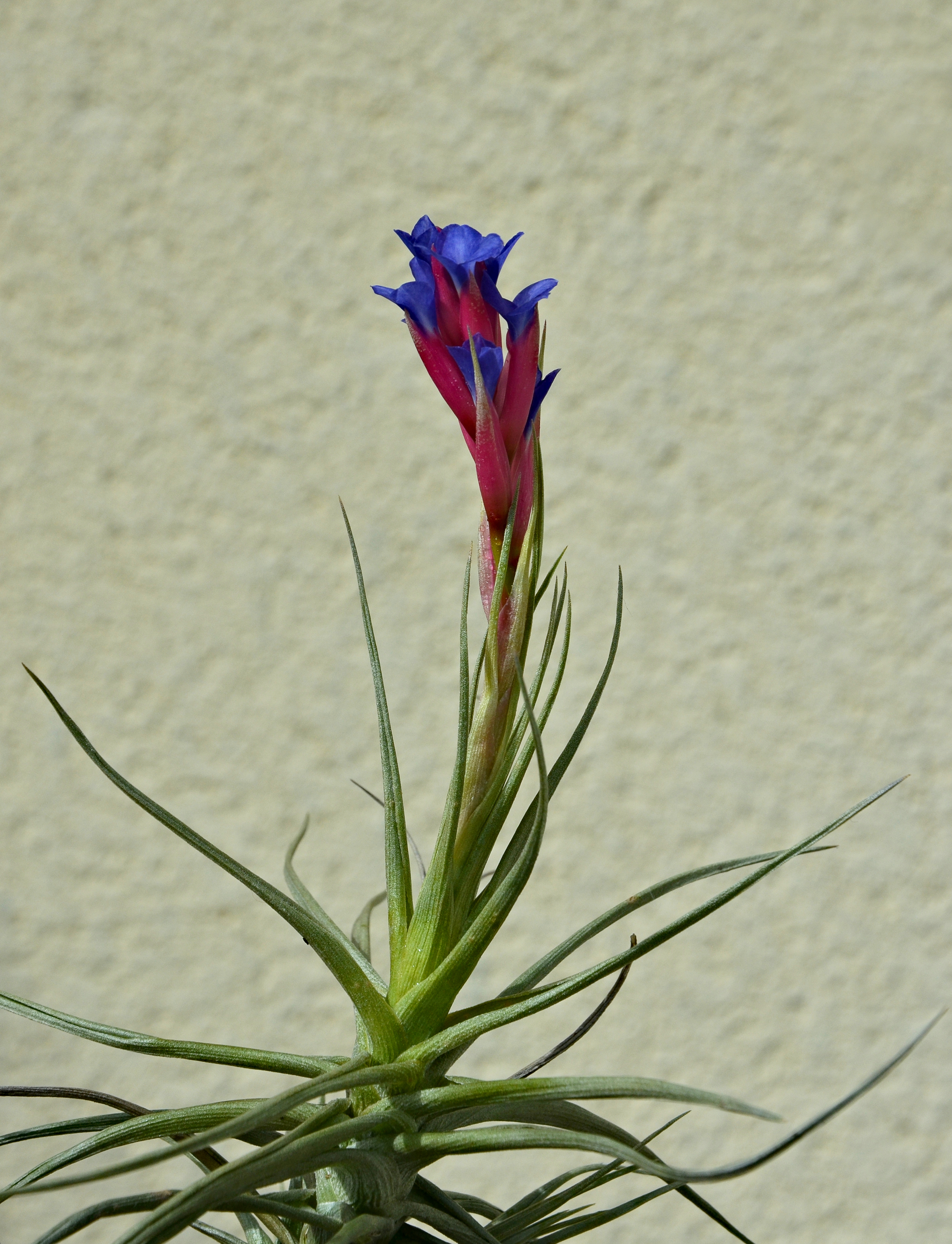
空氣鳳梨經常依附在其他植物或物體，懸空生長。

附生植物 (epiphyte) 最早被分類在高位芽植物群中，但因為其生長方式與地表無關而被分出。